# جنک ایلدم
جنک ایلدم (به ترکی استانبولی: Cenk İldem) زادهٔ ۵ ژانویه ۱۹۸۶ است. او کشتی‌گیر کشور ترکیه است. وی در سال ۲۰۱۶ میلادی در بازی‌های المپیک ریو مدال برنز وزن ۹۸ کیلو این مسابقات را کسب کرد؛ وی سابقه حضور در المپیک ۲۰۲۰ توکیو را دارد.

## المپیک ۲۰۱۶ ریو
ایلدم در سال ۲۰۱۶ میلادی در المپیک ریو در وزن ۹۸ کیلو حاضر بود توانست با دو پیروزی برابر هردیپ سینگ از هند و اسلام ماگومدوف از روسیه به مرحله نیمه نهایی برسد، در این مرحله اما مقابل آرتور الکسانیان کشتی‌گیر ارمنسانی تن به شکست داد تا به دیدار رده‌بندی برود، ایلدم در دیدار رده‌بندی توانست آلین الکسوج کشتی‌گیر رومانی را شکست دهد و به مدال برنز دست یابد.

## مسابقات قهرمانی کشتی جهان ۲۰۱۹
ایلدم در وزن ۹۷ کیلوگرم کشتی فرنگی مسابقات قهرمانی کشتی جهان ۲۰۱۹ نورسلطان حاضر بود که در مسابقه اول اوزور ژوژوپبیکوف از قرقیزستان را شکست داد اما در مسابقه بعد به آرتور الکسانیان از ارمنستان باخت و با توجه به حضور این کشتی‌گیر در فینال، به دیدار شانس مجدد رفت. او در مراحل شانس مجدد الیاس کوسمانن از فنلاند و محمدهادی ساروی از ایران را شکست داد و به دیدار رده‌بندی رسید. وی در این دیدار گئورگی ملیا از گرجستان را شکست داد و مدال برنز وزن ۹۷ کیلوگرم را بدست آورد.